# Mentor (Ohio)
Mentor is een plaats (city) in de Amerikaanse staat Ohio, en valt bestuurlijk gezien onder Lake County.

## Demografie
Bij de volkstelling in 2000 werd het aantal inwoners vastgesteld op 50.278.
In 2006 is het aantal inwoners door het United States Census Bureau geschat op 51.593, een stijging van 1315 (2.6%).

## Geografie
Volgens het United States Census Bureau beslaat de plaats een oppervlakte van
72,7 km², waarvan 69,3 km² land en 3,4 km² water. Mentor ligt op ongeveer 327 m boven zeeniveau.

## Plaatsen in de nabije omgeving
De onderstaande figuur toont nabijgelegen plaatsen in een straal van 8 km rond Mentor.